# Everyman Palace Theatre

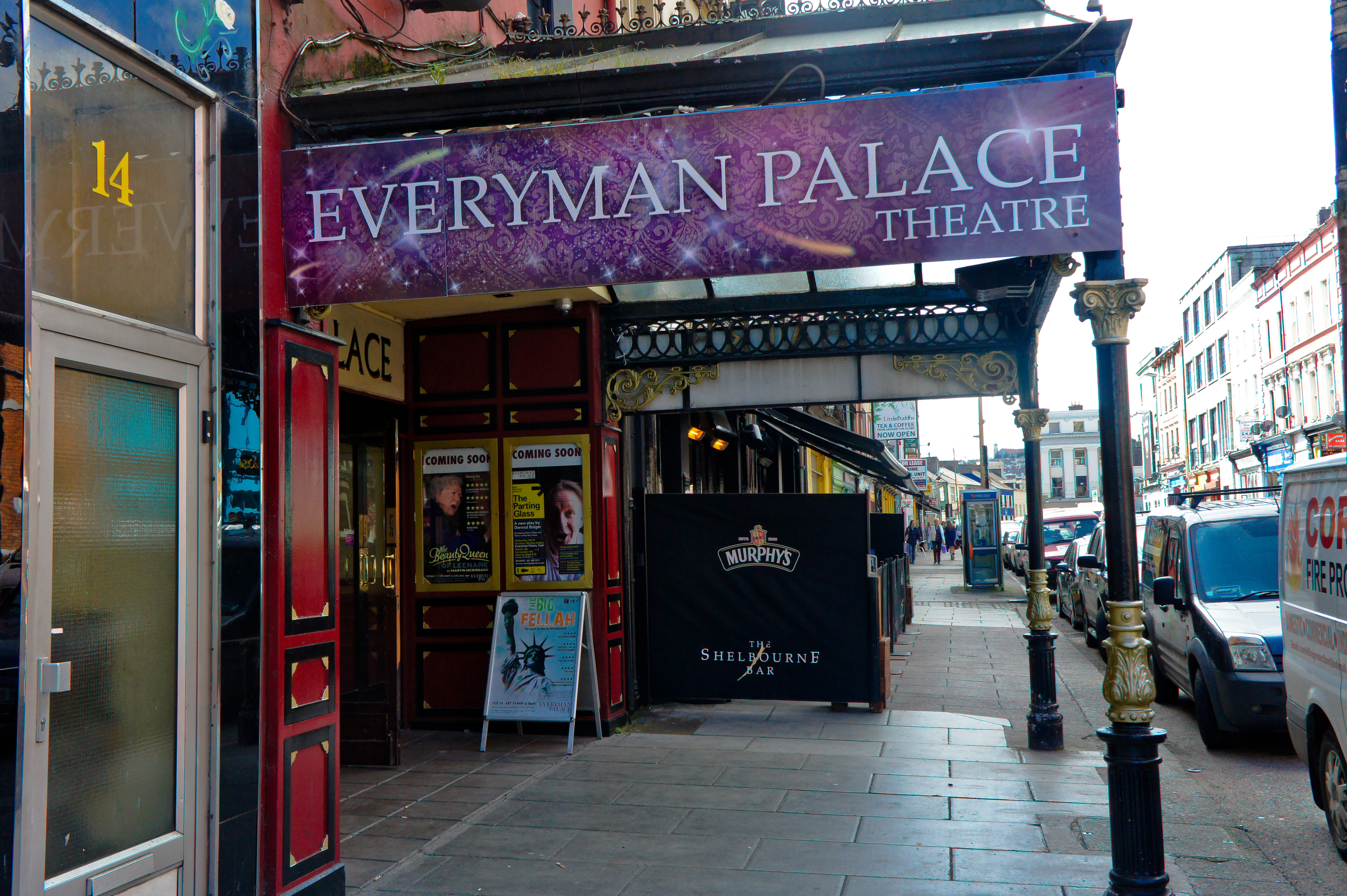
L'entrée de l'Everyman Palace Theatre

Everyman Palace Theatre est un théâtre situé à Cork, en Irlande. Il est de style architectural victorien et offre 650 places.
Il a ouvert en 1897, ce qui en fait le plus ancien théâtre de la ville. Son architecte est Richard Henry Brunton,.
En octobre, il accueille le Cork Jazz Festival.